# Костомлати под Милешовком
Костомлати под Милешовком (чеш. Kostomlaty pod Milešovkou) је насељено мјесто са административним статусом сеоске општине (чеш. obec) у округу Теплице, у Устечком крају, Чешка Република.

## Становништво
Према подацима о броју становника из 2014. године насеље је имало 877 становника.